# Die Göttinnen oder Die drei Romane der Herzogin von Assy
Die Göttinnen oder Die drei Romane der Herzogin von Assy ist ein dreibändiger Roman von Heinrich Mann, der, 1899 und 1900 in Riva entworfen, vom November 1900 bis zum August 1902 geschrieben wurde und im Dezember 1902 erschien, vordatiert auf 1903.
Der Autor teilt am 2. Dezember 1900 seinem Verleger Albert Langen über Die Göttinnen mit: „Es sind die Abenteuer einer großen Dame aus Dalmatien. Im ersten Theile glüht sie vor Freiheitssehnen, im zweiten vor Kunstempfinden, im dritten vor Brunst. Sie ist bemerkenswerther Weise ein Mensch und wird ernst genommen; die meisten übrigen Figuren sind lustige Thiere“.

## Figuren
Zara
- Violante, Herzogin von Assy
- Dr. Pavic, der Tribun, dalmatinischer Revolutionär, Christ
- Baron Christian Rustschuk, Vermögensverwalter der Herzogin, Finanzier
- Prinz Philipp (auch: Phili), Thronfolger im dalmatinischen Königshaus

Rom
- Marchese di San Bacco, Christ, Demokrat und Edelmann, italienischer Abgeordneter, Oberst, Commendatore, Garibaldianer, Freiheitskämpfer, ehemals Korsar, Diktator
- Monsignore Tamburini, Vikar des Kardinals in Palestrina
- Kardinal Graf Anton Burnsheimb
- Gräfin Cucuru
  - Vinon Cucuru, Tochter der Gräfin
  - Lilian Cucuru, Tochter der Gräfin
- Advokat Orfeo Piselli, Patriot
- Contessa Beatrice, genannt Blà (auch: Bice), Dichterin, Freundin der Herzogin
- Paolo Della Pergola, Journalist

Venedig
- Properzia Ponti, Bildhauerin
- Lady Olympia Ragg, eine in Europa „umherstreichende Unkeusche“
- Jakobus von Halm, Wiener Maler in Italien
  - Bettina von Halm, seine in Wien lebende Gattin
  - Linda von Halm, beider Töchterchen
- Contessa Clelia Dolan, Halms Maklerin
  - Maurice de Mortœil aus Paris, ihr Gatte
  - Conte Dolan, ihr Vater, ehemals Properzias Makler
- Nino Degrandis
  - Gina Degrandis, seine Mutter

Neapel
- Jean Guignol, Dichter, Gatte von Vinon Cucuru
- Don Saverio Cucuru, Bruder von Vinon
- Sir 'Houston, Sohn Lady Olympias

## Handlung
Der Roman handelt im letzten Viertel des 19. Jahrhunderts. Er führt nach Zara (die alte Hauptstadt des Königreichs Dalmatien in der Doppelmonarchie Österreich-Ungarn), Rom, Venedig und Neapel sowie in die weiteren Umgebungen dieser drei italienischen Städte.

### Erster Band: Die Herzogin – eine Diana in Rom
Die Flucht nach Italien

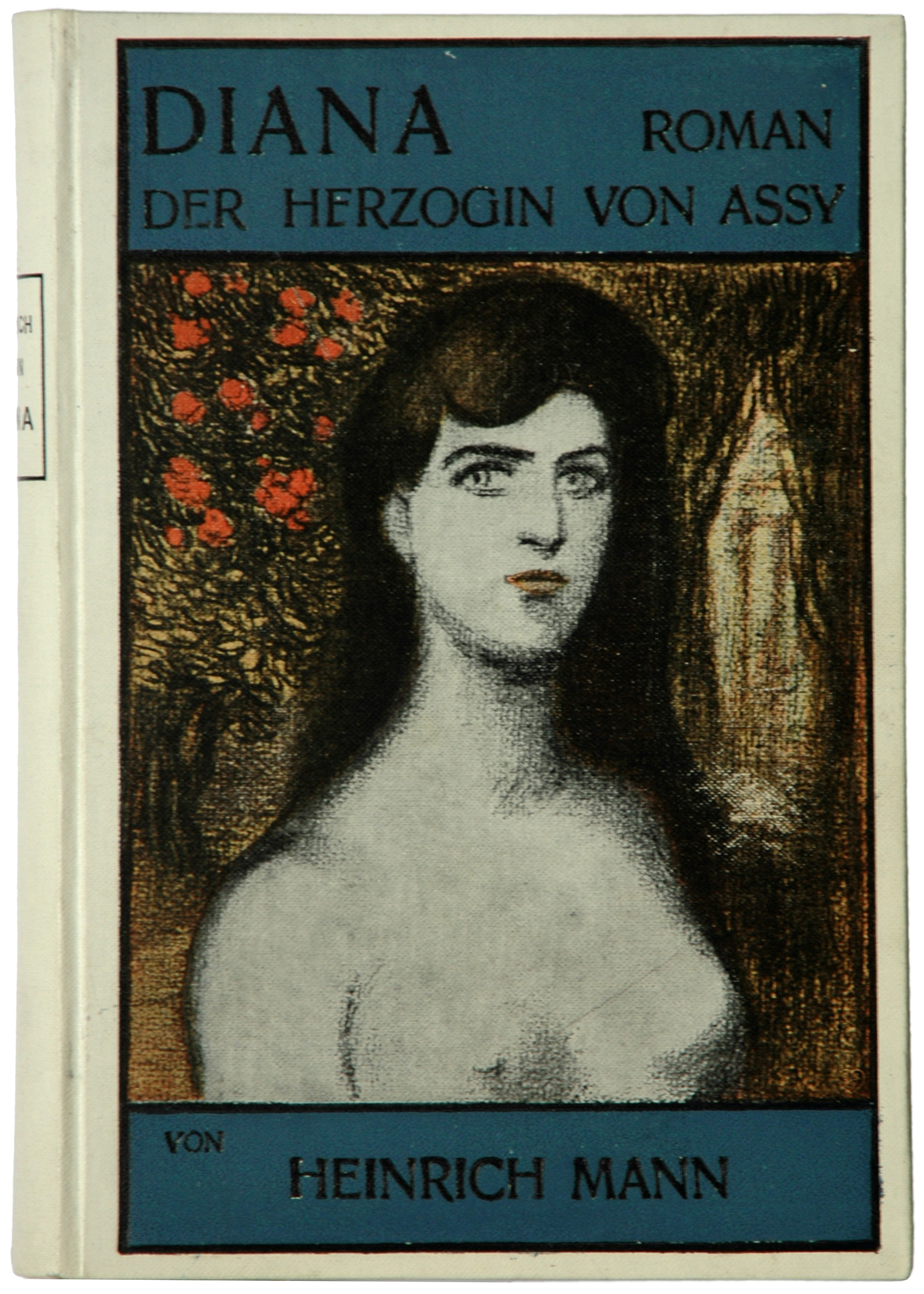
Einband der Erstausgabe 1903

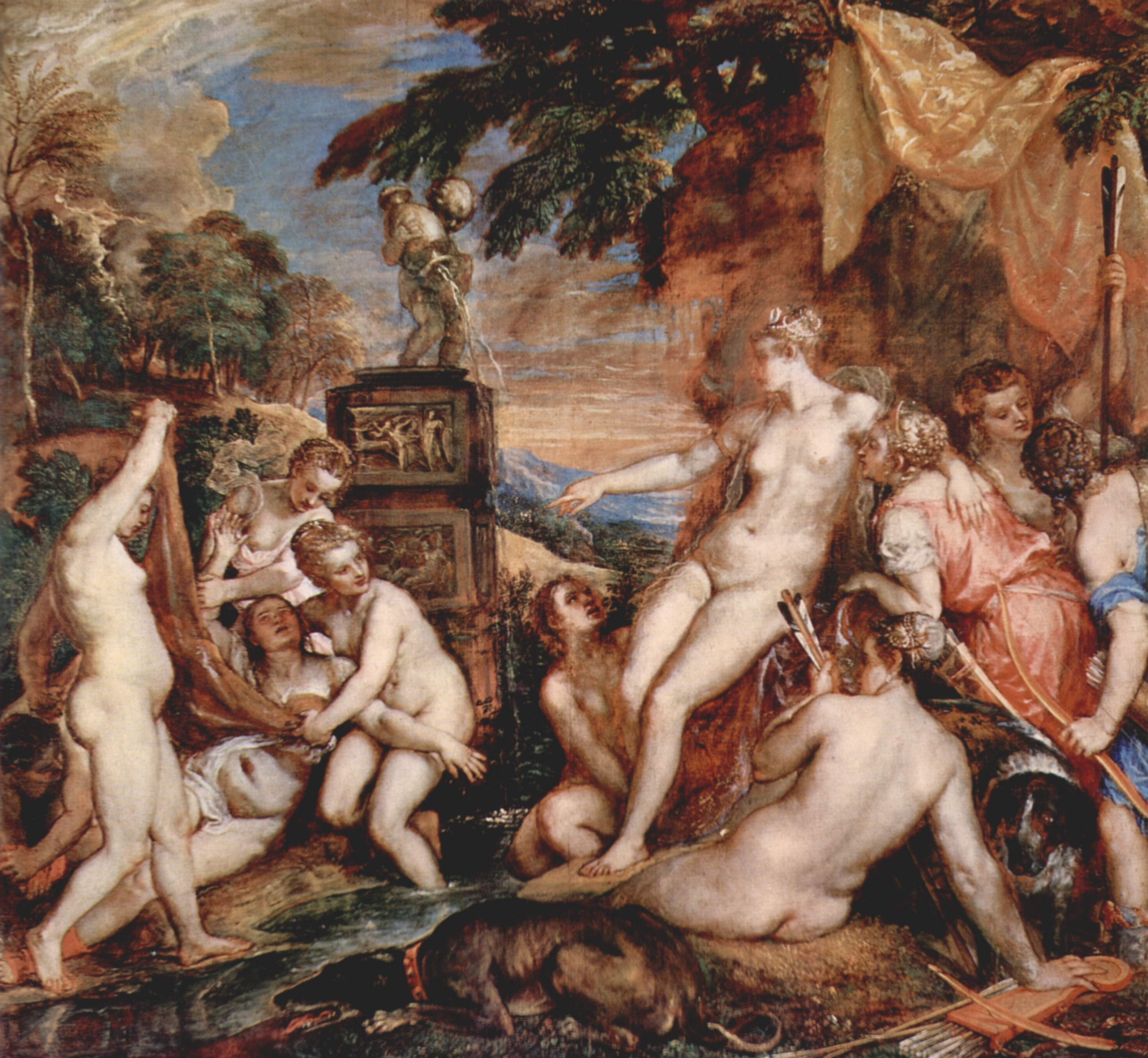
Tiziano Vecellio (* um 1477; † 1576): Diana und Kallisto

Die Besitzer der Ländereien in Dalmatien sind Italiener. Die einheimische slawische Bevölkerung, die Morlaken, sind Habenichtse. In einem „Waschzettel“ schreibt Heinrich Mann um 1902: „In dem ersten ihrer Romane sieht man die Herzogin jung, nach Freiheit und nach Thaten dürstend, und immer in Bewegung, wie eine Jägerin Diana, ihr Land Dalmatien durchstreifen … Sie veranlaßt politische Aufstände … Anstatt Königin zu werden, muß die Herzogin über das Meer flüchten“. Im offenen Boot über die stürmische Adria immer westwärts, wird die „sehr schlanke“ Frau mit den „schmalen Schultern“ vom feigen Pavic begleitet, einem dalmatinischen Staatsverbrecher und „romantischen Revolutionär“. Pavic war in Zara ihr Werkzeug während ihrer dalmatinischen Revolution im aussichtslosen Kampf um Freiheit, Gerechtigkeit, Aufklärung und Wohlstand. Pavic, „der fromme Sohn armer Leute“, war es auch, der die 22 Jahre junge Witwe in ihrem Palast auf dem Sofa unter der goldenen Herzogskrone vergewaltigte. Pavic zeigte der Herzogin gleich hinterher Gewissensbisse, aber das Opfer mit den „gerundeten Armen“ zuckte nur die Schulter. Pavic kann sich seine Schwäche unmittelbar nach dem Geschlechtsakt nicht verzeihen, denn der Mann muss die Frau demütigen, meint er. Auf der Flucht verliert Pavic auf hoher See den einzigen Sohn. Das Kind wird bei rauer See über Bord der schwerfälligen Segelbarke gespült. Pavic kann den Verlust nicht verwinden und gibt der Herzogin die Schuld. Die Flüchtlinge landen bei Ancona.
Die dalmatinische Mönchsrevolte
Als politischer Flüchtling findet die „unfromme“ Herzogin, der „bunte Vogel“, Asyl bei den Mönchen im Kloster in der grauen Bergstadt Palestrina. Die Herzogin weiß, ihre Volksrede in Zara, die Pächterunruhen und überhaupt – ihre ganze Revolution in Dalmatien hat sie durch ihr romantisches Vorgehen, durch ihr Ungeschick, verdorben. Also gibt sie den zweiten Versuch der „dalmatinischen Staatsumwälzung“ in professionellere – sprich katholische – Hände. Vikar Monsignore Tamburini zettelt von Rom aus eine Revolte an, die von dalmatinischen Mönchen forciert wird. Auch diese scheitert. Der Vikar war nur auf das Geld der Herzogin aus. Da er es nicht erhält, macht er seinem Ärger Luft. Die Herzogin, nicht verlegen, gibt zurück, „das Leben von einigen tausend Menschen“ sei ihr und ihm „völlig gleichgültig“. Tamburinis Vorgesetzter, der Kardinal, duldet scheinheilig die revolutionären Umtriebe des machtgierigen, geldhungrigen Untergebenen. Gräfin Cucuru, „seit vierzig Jahren die Mätresse des Kardinals“, versucht ebenfalls, ihr Geschäft mit der Asylantin zu machen. Brieflich verrät sie die Revolte der verbannten Herzogin an den dalmatinischen Gesandten in Rom.
Die Finanzministerin
Pavic lernt auf dem Korso den Advokaten Orfeo Piselli kennen und stellt ihn der Herzogin vor. Die Blà, Römerin, Dichterin, vertraute Freundin und Kassenverwalterin der Herzogin, verliebt sich sofort unsterblich in den Advokaten. Piselli ist ein Glücksspieler, der die erforderlichen Mittel aus der herzoglichen Kasse entwendet. Das wird möglich, nachdem die Blà ihm sexuell hörig geworden ist. Schließlich sucht er die „überanstrengte, abgemagerte“ Dichterin nur noch mit der Reitpeitsche auf. Selbst in diesem Stadium kann die Durchgeprügelte nicht von dem Unhold lassen und gibt ihm das letzte Geld. Die Blà wird von Piselli lebensbedrohlich verletzt. Die Herzogin besucht die Freundin, als diese auf dem Sterbelager liegt, hält ihr ihren Verrat vor und verzeiht ihr schließlich die Untreue.
Der Demokrat
Marchese di San Bacco, einer der Freiheitskämpfer um Pavic, macht der Herzogin einen Heiratsantrag und wird abgewiesen. San Bacco verlässt Rom und begibt sich umgehend in das nächste Revolutionsgebiet – nach Bulgarien. Später kommt er wieder.
Der Skribent
Der Journalist Paolo Della Pergola ist in die Herzogin „vollständig verliebt“ und geht ebenfalls gleich aufs Ganze. Er will der Herzogin seine Feder leihen für Dalmatien, das Ziegenreich. Die schöne junge Frau aber möchte er dafür als Bezahlung besitzen. Die vorsichtige Herzogin fordert einen sichtbaren Erfolg der Schreiberei Della Pergolas, bevor sie seine Geliebte wird. Pavic, der Eifersüchtige, macht dem Mann neben der Druckerpresse einen Strich durch die Rechnung. Pavic plaudert dem „ekelhaft ruhmredigen“ Della Pergola sein Geheimnis aus – eben jenes mit der Herzogin auf dem Sofa unter der goldenen Herzogskrone. Der tief enttäuschte Skribent publiziert einen verleumderischen Artikel. Tribun Pavic lässt den Schreiber „bühnengerecht“ ermorden. Der Tribun selber nimmt keinen Dolch in die Hand. Er kann kein Blut sehen.
Der Maler
Jakobus Halm malt die Herzogin. Mit dem Porträt möchte er einen Hochmut darstellen, „der nur sich kennt“. Das Malen ist diesem Künstler Zwang geworden.
Das Finale
Nach der gescheiterten zweiten dalmatinischen Revolte wird die Herzogin vom dalmatinischen Gesandten in Rom aufgesucht. Erfreulicherweise, so eröffnet ihr der Besuch, wurde die Konfiskation ihrer Güter aufgehoben. Dann warnt er sie noch vor ihren Freunden. Obwohl der Gesandte zu den Siegern gehört und die ganze Zeit zu einer Verliererin spricht, kommt er sich hinterher unterlegen vor und fragt sich: „Welche Macht hat diese Frau?“
Die Freundin Blà ist gestorben, und die Herzogin fühlt sich in Rom heimatlos. Ihr Vermögen hat die Herzogin zurück. Also will sie sich fürderhin ganz der Kunst widmen und geht nach Venedig. Schließlich ist sie die späte Enkelin eines Condottiere der Republik.

### Zweiter Band: Die Herzogin – eine Minerva in Venedig
Endstation Irrenhaus

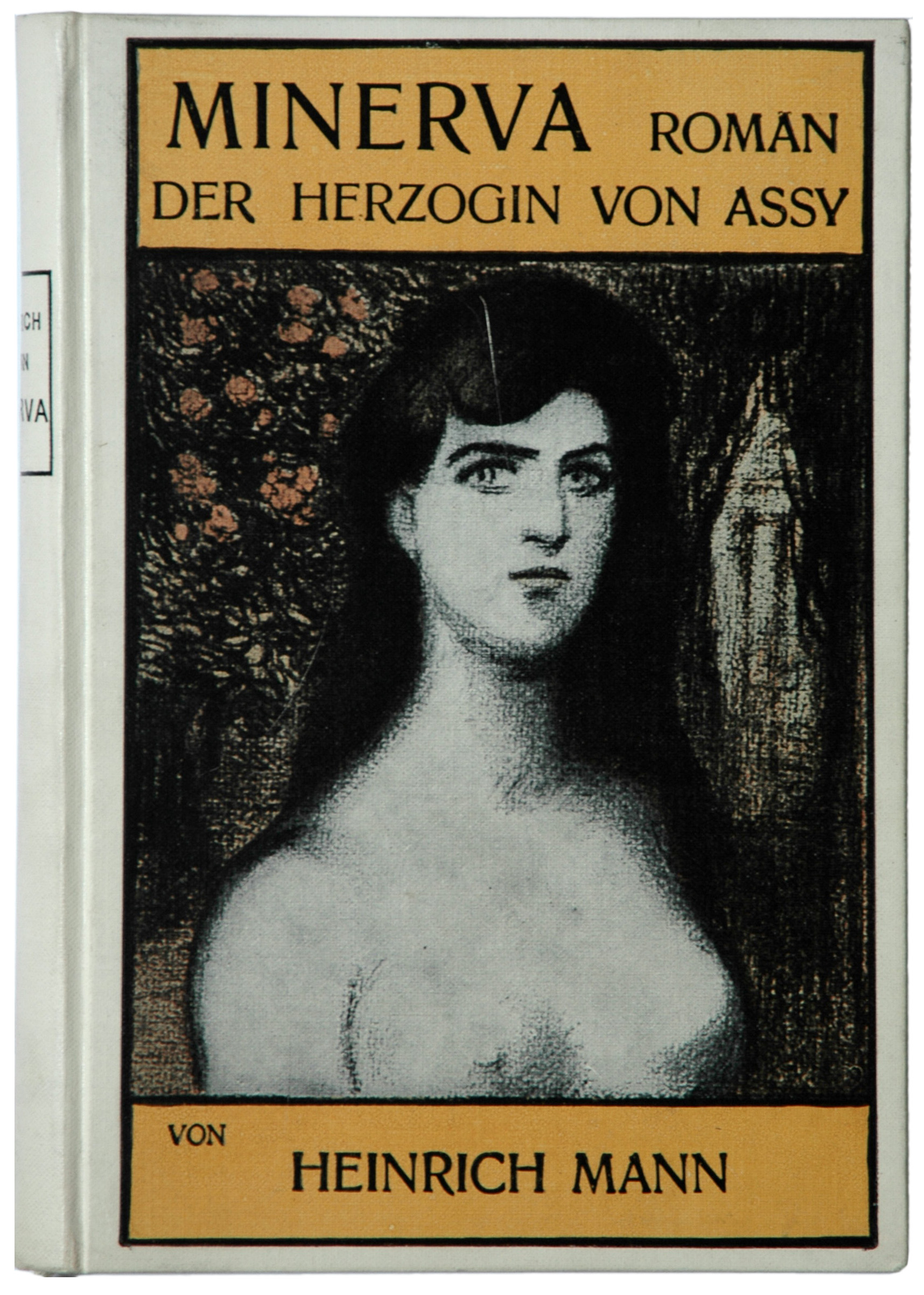
Einband des Erstdruckes 1903

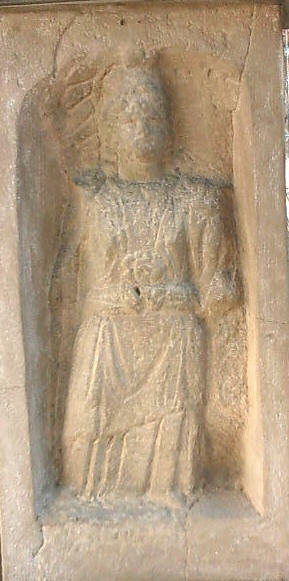
Minerva

Der zweite Band Minerva eruiert die Frage: Wird sich die Herzogin zum Beischlaf mit dem Maler Halm bereitfinden? Die Herzogin macht es sich und dem Leser nicht leicht. In einem selbstquälerischen Prozess, der über fast neun Jahre verläuft, ringt sie sich schließlich am Ende des zweiten Bandes zu dem Akt – oder einer ganzen Serie von solchen – durch. Das kann nicht so schnell gehen, denn die Herzogin will unbedingt frei sein. Halm hingegen fordert von der Frau seiner Wahl Unterwerfung. Dafür ist die Herzogin zunächst nicht zu haben. Genauso hartnäckig wie die Herzogin allerdings ist auch Halm. Kurz entschlossen reist der 35-Jährige der Herzogin von Rom nach Venedig hinterdrein und bleibt die ganzen Jahre in ihrem Umkreis. Immer „das Tier in sich“, fordert Halm von der Herzogin, mitunter ziemlich unhöflich, dass sie ihn „erhören muß“. Natürlich stößt er da bei der adeligen Dame auf Widerstand. Die Herzogin, die langsam älter, aber keineswegs kälter wird, ist noch „formenreich, gepflegt, sehr weiblich und überaus begehrenswert“. Erst als Halms Gattin Bettina, vor der sich der potente Gatte ekelt, aus Wien auf Betreiben der Intrigantin Contessa Clelia Dolan anreist, lässt sich die Herzogin von Halms Ehefrau zur Venus-Rolle überreden: Der 44-jährige Meister könne das große Kunstwerk Venus doch nur schaffen, wenn er das inzwischen 39-jährige Modell zuvor gründlich beschlafe. Gesagt, getan – unter „den schweren Bildern eines keuchenden Glücks stürmt“ Halm „auf die Glieder“ der Herzogin ein. Es kommt, wie es kommen muss. Die Venus wird nicht gemalt. Halm will sein Nackt-Modell nur noch vergewaltigen. Wie Fremde gehen beide auseinander.
Bettina, die ihren Ehemann sehr liebt, hat den Mund zu voll genommen und landet im Irrenhaus.
Nino
Die Vorgänge im zweiten Band sind weit komplizierter und vor allem verflochtener als soeben in ein paar Sätzen zusammengefasst. Die Herzogin, beständig auf der Hatz nach dem Schönen, sucht dieses nicht nur in der Kunst, sondern auch im Lebendigen. Also verfolgt sie den schönen Knaben Nino Degrandis, der an der Hand seiner verzagten Mutter Gina Degrandis durch Venedig streift. Gina ist in Betrachtung ihrer „lieben Kunstwerke“ versunken. Die Herzogin wirft tiefe Blicke, die schließlich von dem 13-Jährigen schüchtern erwidert werden. Wie es der Zufall will – die Herzogin erkennt in Gina eine ihrer ersten Fluchthelferinnen von damals auf dem Wege nach Palestrina (siehe oben). Gina ist das bedauernswerte Opfer eines rohen Gatten.
Die zarte Liebesgeschichte zwischen Nino und der Herzogin gipfelt in einem gemeinsamen Aufenthalt des ungleichen Paares auf einem märchenhaften Anwesen in der Umgebung Venedigs. Obwohl die Herzogin für die Abwesenheit der Mutter Ninos gesorgt hat, passiert nichts zwischen dem „Paar“. Die Herzogin ist die erste Liebe Ninos, der inzwischen 14 Jahre alt geworden ist. Die Herzogin nennt Nino nur ihren Freund. Als dann der Maler Halm erscheint und sich endlich als Beischläfer hervortun möchte, hat Nino seine Schuldigkeit getan und wird von der paarungsbereiten Herzogin fortgeschickt. Sobald er ein Mann ist, darf Nino vielleicht wiederkommen, doch nicht nach Venedig.
Noch einen Herrn, der aus dem ersten Band bekannt ist, nennt die Herzogin ihren Freund – den alten Ritter Marchese di San Bacco, aus Bulgarien längst heimgekommen und gerade mal Politiker in Rom. San Bacco, der die Herzogin noch zärtlicher als früher liebt, ist inzwischen über sechzig Jahre alt. Der Marchese, der sich von seinen „parlamentarischen Fechterkünsten“ in der Provinz erholt, macht sich seinerseits Nino zum Freund, indem er dem sehnlichsten Wunsch des schwächlichen Nino entgegenkommt – Mann werden, um die Herzogin zu lieben. Man ficht mit Stöcken. Man benimmt sich ehrenhaft. San Bacco duelliert sich mit seinem Feinde, dem Herrn Maurice von Mortœil aus Paris – natürlich wegen einer Nichtigkeit.
Mortœil
Properzia Ponti (siehe unten) ist Mortœil bis zuletzt genau so ergeben, wie Blà es Piselli war (erster Band). Allerdings peitscht Mortœil Properzia nicht aus. Der „spitzfindige Schwächling“ treibt sie mit feineren Mitteln ins Verderben. Properzia, die große starke Bildhauerin, wurde auch vom Conte Dolan ausgebeutet und zwar künstlerisch. Mortœil wird der Schwiegersohn Dolans, indem er Clelia ehelicht. Clelia, herrschsüchtig, die sich zu Halms „Herrin aufwarf“, will die Herzogin und den Maler auseinander bringen. Nino, der ja die Herzogin liebt, hasst auch den Nebenbuhler Halm. Nino hasst obendrein Mortœil, weil dieser Pariser sich mit seinem geliebten San Bacco duellierte und dabei dem väterlichen Freund das Gesicht arg zersäbelte. Der Ehrenmann San Bacco aber verzeiht nach seinem 33. Duell selbst solche bedenklichen Schmisse gern.
Geschichten über Geschichten – „Die sich erdolchte“
Die Geschichte der Herzogin von Assy rahmt teilweise anrührende Binnenerzählungen. Da ist Properzia, „eine von Europas berühmten Frauen“: Bildhauerin, vormals Bauernkind aus der römischen Campagna, „nie schön gewesen“ und Vergewaltigungsopfer wie die Herzogin. Zwar physisch stark, unterliegt sie zwei noch stärkeren Männern. Properzia steht somit in der Reihe der Verliererinnen als da sind: Blà, Gina und Bettina. Blà und Properzia können gleichsam als Schwestern angesehen werden: Sind sie doch beide begnadete Künstlerinnen, halten doch beide Abgewiesenen – „lächerlich und großartig, ohne Scham und ohne Würde“ – an dem heiß geliebten Manne fest, unbegreiflicherweise auch noch, nachdem dieser sie in den Dreck „gestampft“ hat. Schließlich erdolcht sich Properzia.
Das Finale
Der alte Marchese di San Bacco stirbt. Die Herzogin, 40-jährig, in sich „die Kraft von hundert Menschenleben“, im Gegensatz zu ihren glücklosen Freundinnen die ewige Gewinnerin, geht nach Neapel.

### Dritter Band: Die Herzogin – eine Venus in Neapel
Leute glücklich machen

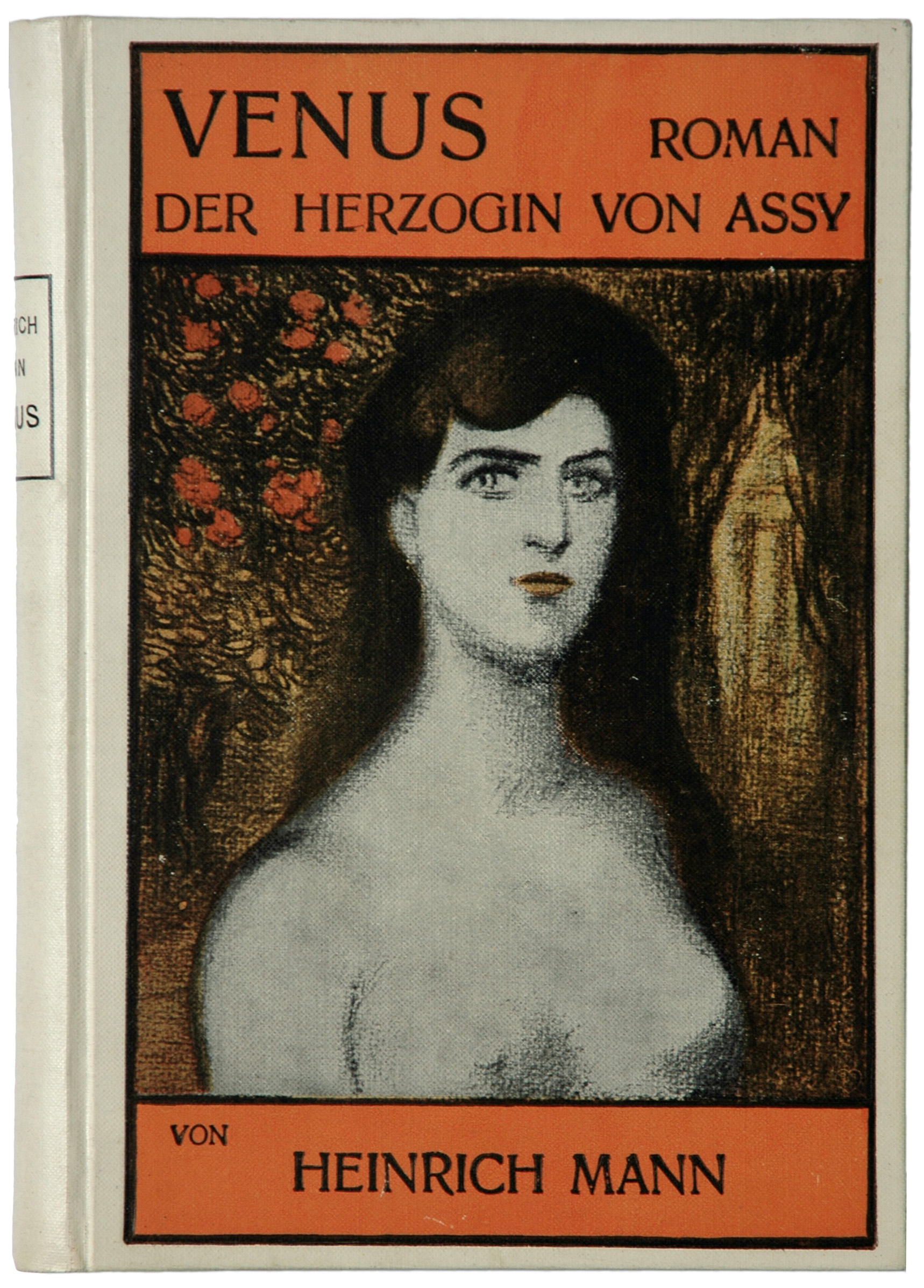
Einband des Erstdruckes 1903

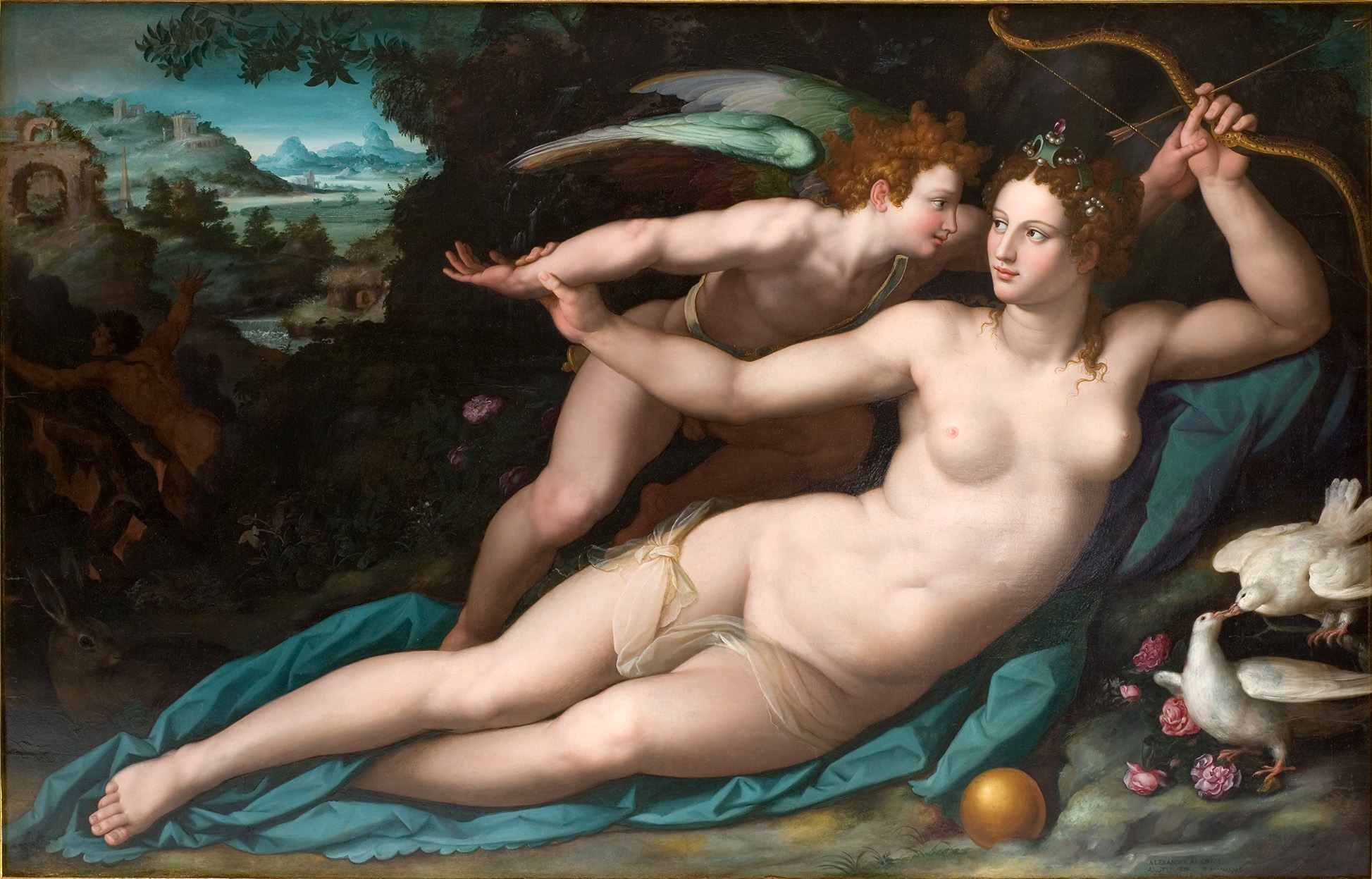
Alessandro Allori (* 1535 † 1607): Venus und Cupido

Das Sterben der Herzogin wird im dritten Band erzählt. An ihrem Sterbebett bekennt einer ihrer Feinde, er habe „nie und nirgends einen Heiden gesehen, wie diese Frau einer war“. Zunächst aber liebt die Heidin noch begierig, ohne „Maß und Ende“, schenkt einem „wilden Ziegenhirten“ nahe bei Neapel ein Landgut, das dieser, auf einmal „patriarchalischer Despot“ geworden, an sich reißt. Die Herzogin schätzte jene bäurischen Typen schon in Dalmatien, in Rom und in Venedig. Ein „junger Flötenbläser“ liebt die Herzogin am Strande. Nicht nur ihre „ausladenden Hüften“, ihre „Arme, weiß und edel“, ihre „volle und weiße Schulter“ machen ihm zu schaffen. Im Umkreis der Herzogin lieben den armen Flötenbläser noch andere Frauen so lange, bis er stirbt.
In Neapel, einem Zentrum der zur See fahrenden mediterranen Welt, landen die Reichen und Mächtigen als Vergnügungsreisende selbst von fernen Ufern. Auch aus Dalmatien reist Phili, König von Dalmatien geworden, mit seinem mächtigen Minister Rustschuk an. Beide Herren möchten von der Herzogin geliebt werden. Phili macht ihr in perfektem Wienerisch einen Antrag; will sogar seine Königin zum Teufel jagen. Die Herzogin hat nichts übrig für Phili, den Rustschuk, dieser Opportunist und Verräter, zum König gemacht hat. Wäre doch die Herzogin nach dem Tode des Königs Nikolaus genauso eine Thronanwärterin gewesen.
Auch die Kinder jener Gräfin Cucuru aus Rom – Lilian, Vinon und Don Saverio – versammeln sich in Neapel um die Herzogin. In Rom halfen sie ihrer Mutter, die Herzogin beim dalmatinischen Gesandten zu denunzieren, und nun in Neapel wetteifern sie mit der Herzogin, die „Leute glücklich zu machen“. Lilian veranstaltet „lesbische Spiele“.
Zu den Glücksuchern zählt auch der Dichter Jean Guignol. Er schätzt die Herzogin ein als den „leichten Geist“, als „ein Spiel, das täglich neu ist; sehr gütig, frivol, grausam, achtlos“ und „übermütig“. Guignol ist hin- und hergerissen. Soll sich sein Geist dem Fleisch, das Venus heißt, unterwerfen? Er fürchtet sich vor der „steinernen und grausamen“ Venus.  Die Herzogin hingegen findet den Dichter langweilig. Wohlgefällig hingegen ruht ihr Auge auf Don Saverio, einem „wildriechenden Tier“, das über sie herfällt. Da geschieht auf einmal etwas ganz Neues. Als Don Saverio sich wieder nackt vor der Herzogin reckt und streckt, zittert sie vor ihm. Aus ist es mit ihrer Unbekümmertheit. Sie will aber nicht zu den Schwachen zählen. Inzwischen im „kritischen Lebensalter“ angekommen, hat die Herzogin nach „starken Umarmungen“ Herzbeschwerden. „Kleine Wäscherinnen“ liebt die Herzogin auch.
Lady Olympia reist an und ihr erwachsener Sohn Sir Houston.
Ninos Wiederkehr
Nino, inzwischen schön, stark und erwachsen geworden, taucht auf. Die Herzogin und Nino lieben sich während eines Sommergewitters in der Meeresbrandung. Nach dem Akt mit dem Jüngling entsteigt die nicht mehr junge Herzogin den Fluten gleichsam als die „Schaumgeborene“. Rustschuk, der die Herzogin unbedingt auch einmal besitzen möchte, so wie die vielen Männer in Neapel sie besessen haben, will Nino für seine Absicht einspannen. Nino, ein neuer Garibaldi, ist nicht käuflich. In Gesprächen mit der Herzogin erfährt Nino, wonach seine Geliebte strebte: nach Freiheit, nach Kunst und nach Liebe. Nino bleibt nicht lange in Neapel. Auswärts kämpft er in einer Schar junger Männer gegen den Sozialismus. Die verlassene Herzogin tröstet sich, ungeachtet ihres „mürben Fleisches“, mit anderen jungen Mädchen und Männern. Auch Sir Houston steigt, mit Genehmigung seiner Mutter, zu der „Anbeterin des menschlichen Körpers“ ins Bett. Solcher „Ausbruch später Wollust“ hinterlässt mit der Zeit Spuren. Nach Übelkeit, Schwindel und Herzklopfen nimmt die Herzogin, ein wenig müde von den vielen Männern, Morphin.
Das Finale
Jean Guignol tötet sich. Die Herzogin feiert unbeeindruckt und unbekümmert weiter entlang des Golfs von Neapel zusammen mit ihren Anhängern – „alten Böcken, Kokotten“ und „jungen Halbleichnamen“. Doch insgeheim wünscht sie sich ein eigenes Kind. Voller Unrast durch Europa reisend, erfährt sie aus dem Mund des Arztes – der Wunsch nach dem Kinde wird unerfüllt bleiben. Zu dem ersten Blutsturz gesellen sich asthmatische Anfälle. Die Sterbenskranke besucht den Maler Halm in Oberitalien auf dem Lande. Er malt nicht mehr, spielt Landwirt und hat mit einer jungen Bäuerin einen kleinen Sohn. Halm möchte die sterbende Herzogin noch einmal malen. Daraus wird nichts. Die Herzogin kehrt ins wärmere Neapel zurück.
Nino kommt in Genua „in einem verrufenen Hause“ um. Das Herz der Herzogin setzt zeitweise aus. „Die Stolzeste unter den Glücklichen“ bekommt Herzkrämpfe. An ihr Sterbebett eilen Generalvikar Tamburini und Baron Rustschuk. Der Baron wirkt auch als Finanzmann für die Kirche. Tamburini ist auf das Vermögen der Herzogin aus, bekommt es aber nicht, obwohl er Seelenheil in Aussicht stellt. Rustschuk kann es nicht verwinden, dass er offenbar als einziger Mann im Umkreis der Herzogin diese nicht besessen hat. Das möchte er kurioserweise auf dem Sterbebett unter allen Umständen nachholen, ehe es zu spät ist. Die Herzogin vermacht Teile ihres Vermögens dem treuen Personal und stirbt, „von allen Gewalten des heißen Lebens verwüstet“.

## Diana, Minerva, Venus
Die Göttinnen Diana, Minerva und Venus aus der römischen Mythologie geben den drei Bänden des Romans ihre Namen. In dem eingangs genannten Heinrich-Mann-Zitat vom 2. Dezember 1900 gibt der Autor bereits eine bündige Antwort nach dem Warum der Namensgebung. Im Romantext wird das Zitat untermauert.
- Diana, von den Römern auch nach der griechischen Artemis gebildet, war kinderlos, wollte frei sein und keinem Manne untertan – drei Eigenschaften, die voll und ganz auf die Herzogin von Assy, wie sie im ersten Band dargestellt ist, zutreffen. Leider Gottes wird die Herzogin vergewaltigt, ist also keine Jungfrau mehr wie die vorbildliche Göttin.
- Im zweiten und dritten Band allerdings wandelt sich die Herzogin von der „politischen Abenteurerin“ Diana über die „Kunstschwärmerin“ Minerva zur Venus. Obwohl im zweiten Band – sein Titel sagt es: Minerva, die Schutzgöttin der Dichter – das mäzenatische Verhalten der Herzogin überwiegt, ist sie auch immerzu Venus, will auch immerfort frei sein. Sämtliche drei Bände können geradezu gelesen werden als überladenes Sinnbild der Liebesgöttin Venus. Heinrich Mann schwelgt über hunderte von Seiten hinweg in der Beschreibung der Kunstwerke, wie er sie in Rom, Venedig, Neapel und in den Umgebungen der drei Städte vorfand. Allerdings beschränkt sich der Autor nicht auf die bloße Deskription der reichen Kunstschätze Italiens, sondern er unternimmt unermüdlich einen waghalsigen Versuch nach dem anderen, Kunst und Sexus zu mischen. Einige Protagonisten, gemeint sind – um ein Wort Heinrich Manns zu verwenden – besonders die „brünstigen“ (wie die Lady Olympia im zweiten Band), vermengen, wenn sie im Roman denken dürfen, unausgesetzt ihre Sexphantasien mit den omnipräsenten Werken der Bildenden Kunst und Malerei.

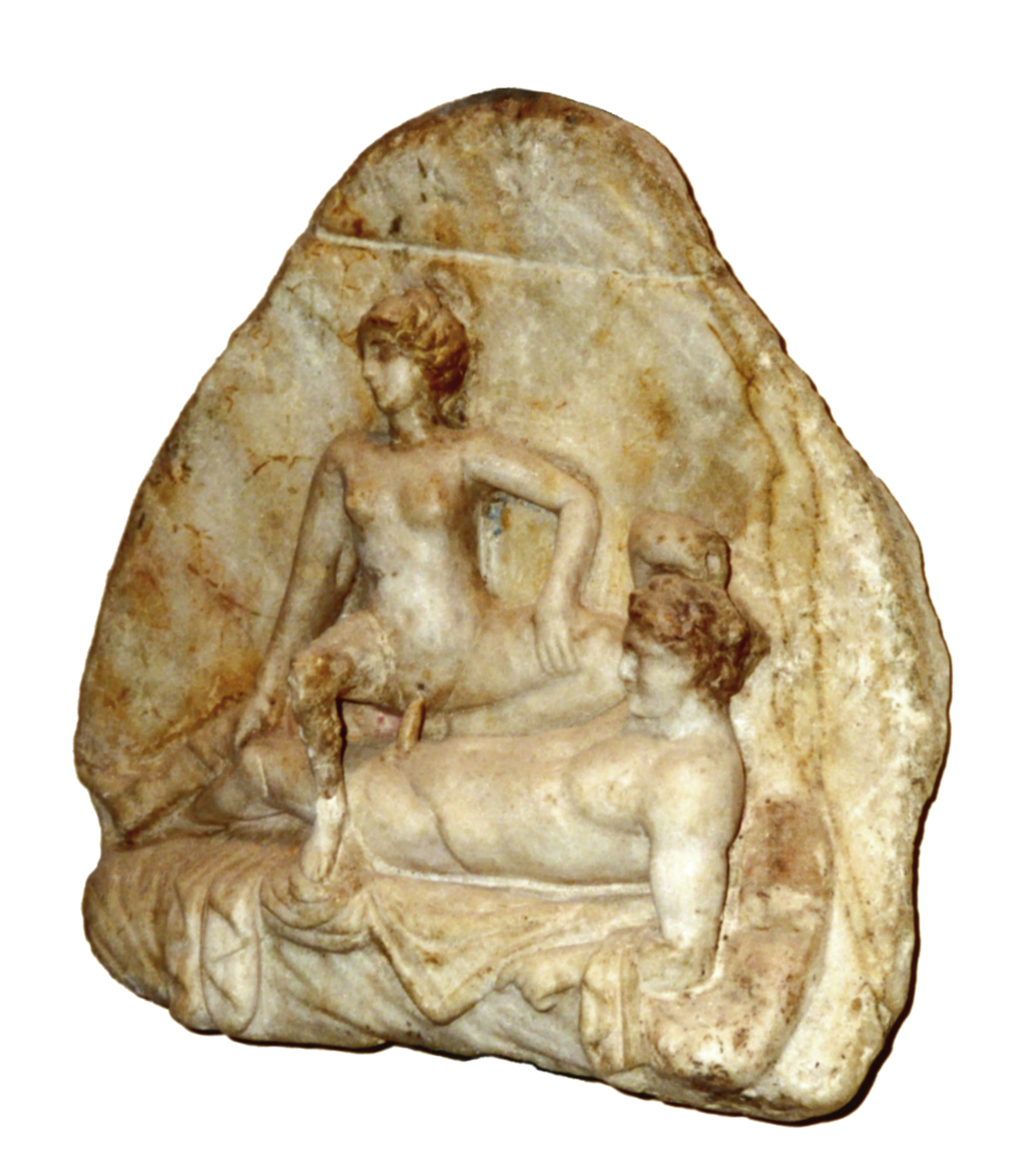
Relief, Neapel: Museo Archeologico Nazionale

- Die Bildhauerin Properzia vergleicht die Herzogin mit einer venezianischen Minerva-Statue. Die Herzogin sagt von sich, schöne Werke gäben ihr Rausch und Macht. Aber wenn sie die Kunst langweile, gehe sie ihrer Wege. Die Herzogin glaubt, ihr ganzes Leben sei ein Kunstwerk. Bis zu Ende möchte sie es durchspielen.
- Rustschuk bezeichnet die Herzogin in Neapel als „die Göttin der Liebe“.
- Seinen Dichterruhm verdankt Jean Guignol der Herzogin, jener „großen Freiheitsdurstigen, unmöglichen Schönheitssüchtigen“ und in Neapel „Wollüstigen“.
- In der Herzogin ist, „was hohes Lebensgefühl schafft: Freiheitssucht, Kunstfieber“ und „Liebeswut“.
- Im Sterben sieht die Herzogin drei Bilder
  - „eine schlanke Frau, den silbernen Bogen auf der Hüfte“,
  - „eine mit Helm und Speer“ und
  - eine „mit schwellenden Brüsten, und öffnete gewaltige Glieder“[3].

## Zitate
- In der Politik gibt es keine Wahrheit, es gibt nur Erfolge[4].
- Du kannst mich nicht anders töten, als indem du dich selbst zerstörst[5].
- Unser ist die Sehnsucht nach der Schönheit, nicht ihre Erfüllung[6].
- Verlohnt es sich in diesem flüchtigen Leben wirklich, zu lügen?[7]
- Die fahrenden Ritter sind alle unsterblich[8].
- Talent ist gut für jene, die sich als Menschen nicht durchzusetzen vermögen[9].
- Wir sind nur einen Augenblick schön[10].
- Eine Geliebte versteht man nicht[11].

## Selbstzeugnisse
- In der Wiener Tageszeitung „Die Zeit“ schreibt Heinrich Mann am 13. Januar 1903 über „Die Göttinnen“[12]:
  - „Ich habe keine blaue Romantik erfinden wollen, sondern eine Wirklichkeit, intensiver gesehen als man sie sieht.“
  - „Das Leben einer mit Leidenschaft lebenden Frau habe ich mit drei starken Motiven erfüllt: Freiheit, Kunst, Liebe. Die Herzogin von Assy ist nacheinander Diana, Minerva, Venus.“
- 1939 schaut Heinrich Mann ein halbes Jahrhundert zurück in seine Jugendzeit, wie er von Nietzsche beeinflusst wurde, bevor er „Die Göttinnen“ ins Auge fasste: „Dieser Philosoph … stellte an die Spitze seiner geforderten Gesellschaft den stolzen Geist – warum nicht uns selbst? Nach uns der König, die Adligen und Krieger, dann lange nichts. Welcher Zwanzigjährige läßt sich das zweimal sagen? Das Selbstbewußtsein kommt vor aller Leistung; überspannt ist es gemeinhin, solange es unbewiesen ist; im Lauf der Arbeiten bescheidet es sich, um gründlicher zu werden“[13].

## Rezeption
- Richard Wengraf schreibt 1903: „Heinrich Manns Romantrilogie ist eine Dichtung von unerhörter Gewalt, die aus unserer epischen Literatur einsam emporragt; es ist eine Kunst ohne Vorfahren“[14].
- Erich Mühsam schreibt 1907: „Über diesen drei Romanen weht reine italische Luft. Wie die Herzogin von Assy das Kunstwerk ihres Lebens genießt,… in immer schöner Haltung, das ist unerhört groß. Die Frau, die im ersten Roman ‚Diana‘ ein Volk in ihrem Namen revoltieren läßt, im zweiten ‚Minerva‘ eine Welt in Kunst aufbaut, und im dritten ‚Venus‘ als Hohepriesterin der Liebe endigt, steht neben ihrem Leben“[14].
- Schröter[15] betrachtet im Roman „Die Faszinierung durch das Exotische als Heilmittel vom Haß auf die Welt der Bürger“.
- Ebersbach[16] charakterisiert die Herzogin von Assy: „Sie ist … frei von philosophischen und religiösen Vorurteilen, ohne nationale Bindung, gewissenlos wie der ‚Übermensch‘ des ‚Zarathustra‘ und niemandem verantwortlich als sich selbst. In allen Entscheidungen gibt sie der Ästhetik den Vorrang gegenüber jeglicher Moral“.
- Ebersbach[17] spricht „die leicht irritierende Stofffülle“ an: „Es ist der Vorrang der Figurenzeichnung gegenüber der Fabelführung.“
- Hocke[18] nennt die Herzogin „selbstbewußt und gebildet, … von Anfang bis Ende ein Mensch, der sich, auf Gedeih und Verderb, behauptet,…“ auch „wenn“ ihre „Abenteuer erfolglos verlaufen“.
- Koopmann schreibt über „Die Göttinnen“:
  - „Heinrich Mann hat hier … versucht, ein von Nietzsche her vorgeformtes … Lebensgefühl literarisch umzusetzen“[19].
  - Nietzsches ‚Wille zur Macht‘ sei „umgesetzt in realistisch-satirische Gesellschaftsszenen“[20].
- Sprengel[21] weist auf zwei textglobale Aspekte des Romans hin:
  - Das „rigorose“ Auftreten der Herzogin dürfe nicht mit „Menschenverachtung oder Herzlosigkeit“ verwechselt werden. Im Gegensatz zu ihren Freundinnen Blà und Properzia halte sich die Herzogin von folgenschweren „Abhängigkeiten frei“.
  - Das grundsätzliche Anliegen des Autors sei die „narrative Umsetzung von Nietzsches Kunst-Metaphysik“.